# Monte Capo di Serre
Il monte Capo di Serre (1 771 m s.l.m.) è una montagna del massiccio del Gran Sasso d'Italia nella sua parte meridionale, nell'appennino abruzzese: nelle sue immediate vicinanze si trova uno dei paesi più in quota degli Appennini, Castel del Monte.

## Descrizione
Nei pressi del monte, di poco ai suoi piedi, è posto il valico di Capo la Serra (1600 m), che lo separa ad ovest dal Monte Bolza e che separa/collega la parte meridionale della piana di Campo Imperatore con i vari rinomati centri storico-turistici posti nella parte meridionale del massiccio del Gran Sasso e del parco nazionale del Gran Sasso e Monti della Laga quali Castel del Monte, Calascio, Santo Stefano di Sessanio, Castelvecchio Calvisio, Carapelle Calvisio, Ofena, Villa Santa Lucia degli Abruzzi, Barisciano, San Pio delle Camere e Navelli, appartenenti alla comunità montana Campo Imperatore-Piana di Navelli. Il monte, assieme al vicino Monte Bolza, domina in lontananza la sottostante Valle del Tirino.